# The Man Who Sold the World
The Man Who Sold the World ist das dritte Studioalbum des britischen Sängers und Musikers David Bowie. Es wurde im November 1970 von Mercury Records zuerst in den USA veröffentlicht. Im April des folgenden Jahres erfolgte die Veröffentlichung in Europa. 1972, im Zuge des Erfolgs des Konzeptalbums The Rise and Fall of Ziggy Stardust and the Spiders from Mars, wurde The Man Who Sold the World erneut veröffentlicht, diesmal von RCA Records, bei denen Bowie zu diesem Zeitpunkt unter Vertrag stand.
1984 erschien das Album als CD ebenfalls bei RCA. Rykodisc veröffentlichte 1990 eine 24-bit-Remaster-Version des Albums mit vier Bonustracks. Bei Virgin/EMI schließlich erschien 1999 eine digital nachbearbeitete CD, diesmal jedoch ohne die Bonustracks.

## Entstehung und Produktion
The Man Who Sold the World ist das erste Album, bei dem Bowie mit Mick Ronson und Mick Woodmansey zusammenarbeitete. Sie bildeten später den Kern seiner Begleitband The Spiders from Mars, mit der er als Ziggy Stardust und dem Album The Rise and Fall of Ziggy Stardust and the Spiders from Mars 1972 den kommerziellen Durchbruch erlangte.
Alle Stücke des Albums wurden in Bowies Haus im Londoner Stadtteil Beckenham geschrieben und einstudiert. Tony Visconti, der neben verschiedenen Instrumenten auch die Produktion übernahm, erklärte später, dass nur der erste Teil von The Width of a Circle fertig komponiert und getextet war, ehe die Aufnahmen des Albums im April 1970 in den Londoner Trident Studios begannen.
Da Bowie zu dieser Zeit frisch mit Angela Barnett verheiratet war und sich laut Visconti lieber mit ihr beschäftigte, als sich um die Aufnahmen zu kümmern, wurden die Arrangements der Lieder fast vollständig von Visconti selbst, Mick Ronson und Mick Woodmansey übernommen.

## Stil und Einflüsse
Nach dem ruhigeren, von Einflüssen der Folkmusik und akustischen Gitarren geprägtem Vorgängeralbum Space Oddity wandte sich Bowie mit The Man Who Sold the World nun härteren Stilrichtungen des Rock zu. Die Musik aus der Frühphase von Black Sabbath und Led Zeppelin, die dem, was man damals unter Hard Rock verstand, zuzurechnen ist, werden als Einflüsse ebenso genannt wie The Yardbirds, Jimi Hendrix und Cream, von denen David Bowie ein großer Fan war.
Stephen Thomas Erlewine bezeichnet die Musik als „kompakten, verdrehten Heavy-Gitarren-Rock, der an der Oberfläche einfach erscheint, aber bei jedem Anhören rauer klingt.“
Thematisch beschreibt das Album eine bizarre Vision geprägt von Wahnsinn, Paranoia und Gewalt. Auch Elemente aus Science-Fiction, Philosophie und Gesellschaftskritik beeinflussen die Texte.

### Lieder
The Width of a Circle beispielsweise beschreibt eine schizophrene Begegnung Bowies mit sich selbst als Monster sowie homosexuelle und sadomasochistische Phantasien. Im Text finden sich Anspielungen auf die philosophischen Texte Friedrich Nietzsches und Khalil Gibrans, für die Bowie großes Interesse zeigte.
In All the Madmen setzte sich Bowie mit der Schizophrenieerkrankung seines Halbbruders Terry und dessen Einweisung in eine Psychiatrische Klinik auseinander. John Mendelsohn deutete in seiner Kritik des Albums im Rolling Stone den Text als Ausdruck von Bowies „unglücklicher Beziehung zur Welt“ und „seiner Unfähigkeit, sie geistig gesund wahrzunehmen.“
Black Country Rock ist eine musikalische Hommage an Marc Bolan, den Sänger von T. Rex. Besonders im letzten Refrain imitiert Bowies den Gesang Bolans teilweise auch mit Hilfe von technischen Effekten.
After All, das im 3/4-Takt geschriebene, an Zirkus- oder Jahrmarktsmusik erinnernde und langsamste der Stücke, knüpft thematisch an Bowies frühere Werke wie There Is a Happy Land vom Album David Bowie von 1967 an. Im Gegensatz zu deren Fröhlichkeit wird mit dem Lied jedoch die Welt der Kindheit als Gegenstück zu einer abzulehnenden, angsteinflößenden Erwachsenenwelt geschildert.
Der Vietnamkrieg wird in Running Gun Blues thematisiert. Bowie beschreibt in dem im Stil einer Ich-Erzählung gehaltenen Text das Töten im Krieg. Der durch diese Erlebnisse wahnsinnig gewordene Erzähler wendet sich am Ende des Liedes gegen Zivilisten.
In Saviour Machine wendet sich ein Supercomputer, der geschaffen wurde, um Kriege zu beenden und den Menschen zu helfen, gegen seine Schöpfer. Aus Langeweile droht der Computer, die Menschheit mit Krieg oder einer Seuche zu überziehen.
She Shook Me Cold erzählt eine sexuelle Begegnung mit einer Fremden. Der Song wurde von Ron Ross mit der Musik von Cream und Jimi Hendrix’ Dolly Dagger verglichen.
The Man Who Sold the World ist zumindest teilweise von William Hughes Mearns Gedicht Antigonish beeinflusst. Bowie selbst erklärte, dass das Stück der Versuch sei, seine Gefühle als Jugendlicher während seiner Persönlichkeitsentwicklung wiederzugeben.
Das Thema von The Supermen ist wiederum von Nietzsches Übermenschen beeinflusst und beschreibt eine überlegene, unsterbliche Lebensform, die in früheren Zeiten die Erde bevölkert haben soll.

### Bonustracks (Rykodisc CD 1990)
Lightning Frightening wurde hier zum ersten Mal veröffentlicht.
Holy Holy wurde kurz nach der Fertigstellung des Albums im Januar 1971 als Single veröffentlicht. Im November desselben Jahres wurde es während der Produktion des Albums The Rise and Fall of Ziggy Stardust and the Spiders from Mars erneut aufgenommen. Der Song wurde nicht, wie ursprünglich geplant, auf der B-Seite des Albums veröffentlicht, sondern 1974 als B-Seite der Single Diamond Dogs von Bowies gleichnamigem Album von 1974. Entgegen den Angaben auf der CD handelt es sich um diese Version des Songs und nicht um die der Single vom Januar 1971.
Die Stücke Moonage Daydream und Hang Onto Yourself hatte Bowie 1971 unter dem Pseudonym Arnold Corns als Single veröffentlicht. Beide Lieder erschienen in neuen, verbesserten Aufnahmen auf dem Album The Rise and Fall of Ziggy Stardust and the Spiders from Mars.

## Erfolg und Rezeption
Zum Zeitpunkt der ersten Veröffentlichungen in den USA und Europa erreichte das Album noch keine Chartplatzierungen, auch wenn es von Kritikern sehr positiv aufgenommen wurde. John Mendelsohn vom Rolling Stone bezeichnete es als – von Running Gun Blues abgesehen – „uniformly excellent“ (einheitlich exzellent). Der American Record Guide schrieb „This is David Bowie’s third album, and it ranks among the GREAT records in the history of pop music“ („Dies ist David Bowies drittes Album, und es reiht sich in die GROSSEN Alben der Geschichte der Popmusik ein“).
Der Stil, den David Bowie auf The Man Who Sold the World einschlägt, gilt als prägend für Bands der Gothic-Rock- und Dark-Wave-Bewegung, wie Bauhaus oder Siouxsie and the Banshees. Verschiedene der Stücke wurden im Lauf der Zeit gecovert, beispielsweise All the Madmen von Alien Sex Fiend, Black Country Rock von Big Drill Car, After All von Tori Amos, She Shook Me Cold von Skin Yard oder The Supermen von The Mission.
Der Titeltrack selbst wurde auf Bowies Wunsch von Lulu gecovert und zusammen mit Watch That Man, einem weiteren David-Bowie-Cover vom Album Aladdin Sane im Januar 1974 bei Polydor als Single veröffentlicht. Bowie übernahm dabei die Produktion, die Backing Vocals und spielte Saxophon. Die Single war kommerziell sehr erfolgreich und konnte Platz 3 der britischen Charts erreichen.
Eine weitere erfolgreiche Coverversion des Songs wurde von Nirvana 1993 im Rahmen der MTV-Sendung MTV Unplugged gespielt und ein Jahr später auf ihrem Album MTV Unplugged in New York veröffentlicht.
In Band 1 seiner Buchreihe Rock vergibt das Magazin eclipsed für das Werk die mittlere Kategorie Qualitätskauf. Das Album landet in der Gesamtschau aller Bowie-Alben in dieser Publikation auf Platz 10.

## Singles
Im Zuge der Veröffentlichung des Albums wurden keine Singles ausgekoppelt. Black Country Rock erschien im Januar 1971 als B-Seite der Single Holy Holy in Großbritannien. Die Single war kommerziell wenig erfolgreich und erreichte keine Chartposition.
Das Titelstück The Man Who Sold the World wurde im Januar 1973 als B-Seite der Single Space Oddity vom gleichnamigen Album von 1969 in den USA herausgegeben. In England erfolgte im Jahr 1973 die Veröffentlichung als B-Seite der Single Life on Mars? vom Album Hunky Dory. Die Single erreichte Platz 3 der britischen Charts.

## Titelliste

### A-Seite
1. The Width of a Circle – 8:05
2. All the Madmen – 5:38
3. Black Country Rock – 3:32
4. After All – 3:51

### B-Seite
1. Running Gun Blues – 3:11
2. Saviour Machine – 4:25
3. She Shook Me Cold – 4:13
4. The Man Who Sold the World – 3:55
5. The Supermen – 3:38

### Bonustitel der 1990er Rykodisc CD
1. Lightning Frightening – 3:38
2. Holy Holy – 2:20
3. Moonage Daydream – 3:52
4. Hang Onto Yourself – 2:51

## Albumcover
Das Cover der US-Veröffentlichung wurde von David Bowies Freund, dem Comiczeichner Michael J. Weller entworfen. Es zeigt einen Mann mit Cowboyhut und einem in eine Decke gewickelten Gewehr vor einem Haus mit zerschossenem Uhrenturm. Das Haus soll die psychiatrische Klinik von Cane Hill darstellen, in der Bowies Halbbruder Terry lebte.
In Europa zeigte das Cover Bowie selbst mit langem lockigen Haar, wie er in einem geblümten Kleid und derben Lederstiefeln auf einer mit blauen Satin bedeckten Chaiselongue liegt. Mit der einen Hand streicht er sich durch das Haar, mit der anderen hält er eine französische Spielkarte. Weitere Karten liegen vor ihm auf dem Boden verstreut. Es ist Bowies erstes Kokettieren mit dem androgynen Image, das in den siebziger Jahren typisch für ihn wurde.
Auf der deutschen Veröffentlichung des Albums ist ein geflügeltes Wesen mit dem Kopf Bowies und einem Körper, der aus einer Hand besteht, die im Begriff ist, die Erde wegzuschnippen, zu sehen. Im roten Hintergrund befindet sich eine Sternzeichenkarte. Das ausklappbare Cover ist rund und heute ein begehrtes Sammlerstück
Der 1972er Re-Release zeigt ein Foto von Bowie als Ziggy Stardust. Die digital nachbearbeiteten Veröffentlichungen von 1990 bzw. 1999 zeigen wiederum das Cover mit dem Foto von Bowie im Kleid.

## Kommerzieller Erfolg

### Chartplatzierungen
Erst im Zuge des Erfolges von The Rise and Fall of Ziggy Stardust and the Spiders from Mars erreichte The Man Who Sold the World Platz 26 im Vereinigten Königreich und Platz 105 in den USA. Im deutschsprachigen Raum platzierte sich das Album erstmals 2020 als Wiederveröffentlichung unter dem Namen Metrobolist.
| ChartsChartplatzierungen       | Höchstplatzierung | Wochen |
| ------------------------------ | ----------------- | ------ |
| Deutschland (GfK)              | 22 (1 Wo.)        | 1      |
| Österreich (Ö3)                | 40 (1 Wo.)        | 1      |
| Schweiz (IFPI)                 | 27 (1 Wo.)        | 1      |
| Vereinigte Staaten (Billboard) | 105 (23 Wo.)      | 23     |
| Vereinigtes Königreich (OCC)   | 21 (6 Wo.)        | 6      |

### Auszeichnungen für Musikverkäufe
| Land/Region                  | Auszeichnungen für Musikverkäufe (Land/Region, Auszeichnung, Verkäufe) | Verkäufe  |
| ---------------------------- | ---------------------------------------------------------------------- | --------- |
| Vereinigtes Königreich (BPI) | Gold                                                                   | 1.000.000 |
| Insgesamt                    | 1× Gold ·                                                              | 1.000.000 |

Hauptartikel: David Bowie/Auszeichnungen für Musikverkäufe